# Opius pachypus
Opius pachypus är en stekelart som beskrevs av Fischer 1968. Opius pachypus ingår i släktet Opius och familjen bracksteklar. Inga underarter finns listade i Catalogue of Life.